# Gandalf (jméno)
Gandalf, ve staroseverštině Gandálfr, je staroseverské mužské rodné jméno, složené z prvků gandr „magie, (kouzelná) hůl“ a álf „elf“, tedy „kouzelný elf“ nebo „elf s kouzelnou holí“. Jméno je na počátku 21. století používáno jen zcela výjimečně a to i v severských zemích, kde se buď nepoužívá vůbec, nebo tak málo že ho statistiky nezohledňují. K příbuzným jménům patří islandské ženské jméno Ganna, které vychází také ze slova gandr,, stejně jako ve středověku užívané Gandulf „kouzelný vlk, a řada jmen obsahují prvek álf či elf, jako Alvar, Alfréd, Alvin, Elrik nebo Elvis.
Mezi známé nositele patří:
- Gandalf, čaroděj z románu Pán prstenů
- Gandalf - král z komiksové série Thorgal
- Gandalf - pseudonym hudebníka Heinze Strobla
- Gandalf Alfgeirsson - legendární král Álfheimu
- Gandálfr - trpaslík v severské mytologii